# Сперанский, Иван Яковлевич
Иван Яковлевич Сперанский (1815 — 1870-е) — российский медик, штаб-лекарь, автор ряда трудов по медицине.

## Биография
Иван Сперанский родился 1815 году. В 1832 году он окончил гимназию и поступил казенным воспитанником в Московскую медико-хирургическую академию. В последней он пробыл четыре года и по её окончании (1836) был назначен лекарем во Владимирский 61-й пехотный полк с прикомандированием к Московскому военному госпиталю. 
Защитив в 1843 году в Москве диссертацию: «О гноеточивом воспалении глаз» в Императорском Московском университете и выдержав экзамен на звание штаб-лекаря, Сперанский вскоре был назначен старшим лекарем в Рязанский пехотный полк, а в 1850 году приглашен ординатором в Бобруйский военный госпиталь, откуда, спустя шесть лет, был переведен ординатором в Архангельский военный госпиталь. 
Наконец, в 1862 году И. Я. Сперанский получил назначение состоять старшим врачом при 4-й конной артиллерийской бригаде, и в этой должности прослужил до 1867 года, когда вышел в отставку. 
Кроме уже упомянутой диссертации, Сперанский написал целый ряд статей и трудов из области медицины, которые печатал или в «Друге здравия», или в «Протоколах Курского общества врачей», или же, что чаще всего, в обоих изданиях сразу. Все произведения Сперанского характеризуют его, как трудолюбивого наблюдательного, а также знающего свое дело специалиста. 
Иван Яковлевич Сперанский умер в начале семидесятых годов XIX века.